# أسد محمود (ممثل)
أسد محمود (1940 - 16 يوليو 2022) ممثل ومخرج ومنتج كويتي في حياته شارك في العديد من الأعمال سواء في الإنتاج والتمثيل والإخراج يعتبر ويعد من جيل الرواد.